# Allsvenskan 2011
L'Allsvenskan 2011 è stata l'87ª edizione della massima serie del campionato svedese di calcio con la denominazione di Allsvenskan. I sorteggi per il calendario sono avvenuti il 15 dicembre 2010. Il torneo è iniziato il 2 aprile 2011 e si è concluso il 23 ottobre 2011. L'Helsingborg ha conquistato il titolo per la settima volta, ottenendone la certezza matematica alla 27ª giornata, grazie alla vittoria per 3-1 sul GAIS. L'Helsingborg non vinceva il campionato dal 1999. Per il secondo anno di seguito, il titolo è stato conquistato da una squadra della Scania, una regione meridionale del paese.

## Squadre partecipanti
| Club           | Città       | Stadio                   | Stagione precedente |
| -------------- | ----------- | ------------------------ | ------------------- |
| AIK            | Stoccolma   | Råsundastadion           | 11° in Allsvenskan  |
| Djurgården     | Stoccolma   | Stadio Olimpico          | 10° in Allsvenskan  |
| Elfsborg       | Borås       | Borås Arena              | 4° in Allsvenskan   |
| GAIS           | Göteborg    | Ullevi                   | 13° in Allsvenskan  |
| Gefle          | Gävle       | Strömvallen              | 14° in Allsvenskan  |
| IFK Göteborg   | Göteborg    | Ullevi                   | 7° in Allsvenskan   |
| Halmstad       | Halmstad    | Örjans Vall              | 12° in Allsvenskan  |
| Häcken         | Göteborg    | Rambergsvallen           | 8° in Allsvenskan   |
| Helsingborg    | Helsingborg | Olympia                  | 2° in Allsvenskan   |
| Kalmar         | Kalmar      | Guldfågeln Arena         | 9° in Allsvenskan   |
| Malmö FF       | Malmö       | Swedbank Stadion         | Campione in carica  |
| Mjällby        | Mjällby     | Strandvallen             | 6° in Allsvenskan   |
| IFK Norrköping | Norrköping  | Nya Parken               | 1° in Superettan    |
| Örebro         | Örebro      | Behrn Arena              | 3° in Allsvenskan   |
| Syrianska      | Södertälje  | Södertälje Fotbollsarena | 2° in Superettan    |
| Trelleborg     | Trelleborg  | Vångavallen              | 5° in Allsvenskan   |

### Allenatori
| Squadra      | Allenatore        | In carica da     |
| ------------ | ----------------- | ---------------- |
| AIK          | Andreas Alm       | 16 dicembre 2010 |
| Djurgården   | Magnus Pehrsson   | 3 maggio 2011    |
| Elfsborg     | Magnus Haglund    | 2004             |
| GAIS         | Alexander Axén    | dicembre 2008    |
| Gefle        | Per Olsson        | 2005             |
| IFK Göteborg | Jonas Olsson      | 2007             |
| Halmstad     | Jens Gustafsson   | 5 luglio 2011    |
| Häcken       | Peter Gerhardsson | 2009             |

| Squadra        | Allenatore         | In carica da     |
| -------------- | ------------------ | ---------------- |
| Helsingborg    | Conny Karlsson     | 23 novembre 2009 |
| Kalmar         | Nanne Bergstrand   | ottobre 2002     |
| Malmö FF       | Rikard Norling     | 3 giugno 2011    |
| Mjällby        | Peter Swärdh       | 2009             |
| IFK Norrköping | Janne Andersson    | 1º dicembre 2010 |
| Örebro         | Sixten Boström     | 2008             |
| Syrianska      | Valeri Bondarenko* | 26 gennaio 2011  |
| Trelleborg     | Tom Prahl          | 1º dicembre 2007 |

- In realtà Bondarenko è stato affiancato a Özcan Melkemichel poiché quest'ultimo non aveva ancora la licenza per allenare in Allsvenskan.

### Allenatori esonerati, dimessi e subentrati
- IFK Norrköping: scade il contratto di Göran Bergort (27 ottobre 2010)[2] – subentrato Janne Andersson (1º dicembre 2010)[3].
- AIK: dimesso Alex Miller (10 novembre 2010)[4] - subentrato Andreas Alm (16 dicembre 2010)[5]
- Halmstad: esonerato Lars Jacobsson (19 novembre 2010)[6] - subentrato (5 dicembre 2010)[7] ed esonerato Josep Clotet Ruiz (5 luglio 2011)[8] - subentrato Jens Gustafsson (5 luglio 2011)[8].
- Djurgården: esonerato Lennart Wass (3 maggio 2011)[9] - subentrato Magnus Pehrsson (3 maggio 2011)[9]
- Malmö FF: firma contratto con FC Copenaghen Roland Nilsson (29 maggio 2011)[10] - subentrato Rikard Norling (3 giugno 2011)[10]

## Classifica
|                   | Pos. | Squadra        | Pt | G  | V  | N  | P  | GF | GS | DR  |
| ----------------- | ---- | -------------- | -- | -- | -- | -- | -- | -- | -- | --- |
| Svezia (bandiera) | 1.   | Helsingborg    | 63 | 30 | 18 | 9  | 3  | 55 | 27 | +28 |
|                   | 2.   | AIK            | 58 | 30 | 18 | 4  | 8  | 46 | 27 | +19 |
|                   | 3.   | Elfsborg       | 57 | 30 | 18 | 3  | 9  | 52 | 22 | +20 |
|                   | 4.   | Malmö FF       | 54 | 30 | 15 | 9  | 6  | 37 | 30 | +7  |
|                   | 5.   | GAIS           | 51 | 30 | 16 | 3  | 11 | 47 | 34 | +13 |
|                   | 6.   | Häcken         | 49 | 30 | 14 | 7  | 9  | 52 | 32 | +20 |
|                   | 7.   | IFK Göteborg   | 45 | 30 | 13 | 6  | 11 | 42 | 34 | +8  |
|                   | 8.   | Kalmar         | 44 | 30 | 13 | 5  | 12 | 39 | 34 | +5  |
|                   | 9.   | Gefle          | 41 | 30 | 10 | 11 | 9  | 31 | 39 | -8  |
|                   | 10.  | Mjällby        | 40 | 30 | 12 | 4  | 14 | 33 | 39 | -6  |
|                   | 11.  | Djurgården     | 36 | 30 | 10 | 6  | 14 | 36 | 40 | -4  |
|                   | 12.  | Örebro         | 36 | 30 | 11 | 3  | 16 | 36 | 46 | -10 |
|                   | 13.  | IFK Norrköping | 34 | 30 | 9  | 7  | 14 | 32 | 49 | -17 |
|                   | 14.  | Syrianska      | 28 | 30 | 8  | 4  | 18 | 27 | 44 | -17 |
|                   | 15.  | Trelleborg     | 25 | 30 | 7  | 4  | 19 | 39 | 64 | -25 |
|                   | 16.  | Halmstad       | 14 | 30 | 3  | 5  | 22 | 24 | 58 | -34 |

Legenda:

      Campione di Svezia e ammessa alla UEFA Champions League 2012-2013

      Ammesse alla UEFA Europa League 2012-2013

      Spareggio salvezza-promozione

      Retrocesse in Superettan 2012

## Risultati
|             | AIK  | Dju  | Elf  | GAI  | Gef  | Göt  | Hal  | Hel  | Häc  | Kal  | Mal  | Mjä  | Nor  | Syr  | Tre  | Öre  |
| ----------- | ---- | ---- | ---- | ---- | ---- | ---- | ---- | ---- | ---- | ---- | ---- | ---- | ---- | ---- | ---- | ---- |
| AIK         | –––– | 0-1  | 0-1  | 2-1  | 0-2  | 2-0  | 4-0  | 2-1  | 2-1  | 2-1  | 2-0  | 3-0  | 3-0  | 1-0  | 3-0  | 1-0  |
| Djurgården  | 0-0  | –––– | 0-1  | 2-2  | 1-1  | 1-2  | 2-0  | 1-1  | 1-0  | 2-1  | 0-1  | 1-0  | 1-3  | 3-0  | 4-3  | 0-2  |
| Elfsborg    | 2-2  | 2-1  | –––– | 1-3  | 3-0  | 3-2  | 3-2  | 3-2  | 2-1  | 0-0  | 3-0  | 4-0  | 2-1  | 2-1  | 3-0  | 3-0  |
| GAIS        | 2-0  | 2-1  | 0-2  | –––– | 2-3  | 1-0  | 2-1  | 1-3  | 1-0  | 1-0  | 2-0  | 3-0  | 1-2  | 1-0  | 4-0  | 4-1  |
| Gefle       | 0-3  | 0-0  | 1-0  | 1-3  | –––– | 1-0  | 2-1  | 2-0  | 2-2  | 1-1  | 2-0  | 0-0  | 2-0  | 2-1  | 1-2  | 0-1  |
| Göteborg    | 3-1  | 0-4  | 1-1  | 2-1  | 3-0  | –––– | 3-1  | 1-2  | 2-2  | 2-0  | 0-0  | 0-1  | 1-1  | 3-0  | 1-1  | 0-1  |
| Halmstad    | 1-3  | 1-3  | 1-2  | 0-2  | 2-2  | 1-2  | –––– | 1-2  | 0-1  | 0-0  | 1-5  | 1-0  | 5-4  | 0-1  | 1-1  | 0-0  |
| Helsingborg | 1-1  | 3-0  | 1-0  | 1-1  | 3-0  | 2-1  | 2-1  | –––– | 1-1  | 1-0  | 2-2  | 3-0  | 1-1  | 1-0  | 7-3  | 2-0  |
| Häcken      | 3-1  | 2-0  | 2-0  | 2-0  | 0-0  | 3-1  | 3-1  | 1-1  | –––– | 1-2  | 1-1  | 6-0  | 2-2  | 4-0  | 1-0  | 1-2  |
| Kalmar      | 1-0  | 3-2  | 2-1  | 2-1  | 0-0  | 0-0  | 1-0  | 1-2  | 2-0  | –––– | 1-2  | 0-3  | 5-0  | 2-0  | 3-2  | 4-1  |
| Malmö       | 1-1  | 1-0  | 2-1  | 2-1  | 0-0  | 0-2  | 3-1  | 0-3  | 1-0  | 2-0  | –––– | 1-0  | 2-1  | 1-0  | 1-1  | 2-1  |
| Mjällby     | 0-2  | 3-0  | 2-1  | 1-1  | 5-1  | 0-2  | 2-0  | 0-1  | 1-2  | 1-0  | 1-1  | –––– | 0-0  | 3-0  | 0-1  | 2-1  |
| Norrköping  | 0-1  | 2-1  | 2-1  | 2-0  | 1-1  | 2-2  | 2-0  | 0-0  | 0-1  | 1-2  | 0-0  | 0-3  | –––– | 2-1  | 2-1  | 0-2  |
| Syrianska   | 3-0  | 0-0  | 0-2  | 0-2  | 1-1  | 1-2  | 0-0  | 1-2  | 1-5  | 2-1  | 0-0  | 3-1  | 3-0  | –––– | 4-1  | 3-1  |
| Trelleborg  | 1-2  | 3-2  | 3-0  | 0-1  | 2-0  | 2-0  | 0-1  | 1-3  | 1-4  | 3-2  | 2-4  | 1-2  | 1-2  | 0-1  | –––– | 1-1  |
| Örebro      | 1-2  | 1-2  | 0-3  | 3-1  | 2-3  | 0-2  | 1-0  | 1-1  | 4-0  | 1-2  | 1-2  | 0-2  | 2-0  | 1-0  | 4-2  | –––– |

### Spareggio salvezza/promozione
Allo spareggio salvezza/promozione vennero ammesse la quattordicesima classificata in Allsvenskan (Syrianska FC) e la terza classificata in Superettan (Ängelholms FF).
|               | Risultati |               | Luogo e data                |
| ------------- | --------- | ------------- | --------------------------- |
| Ängelholms FF | 2 - 1     | Syrianska     | Ängelholm, 27 ottobre 2011  |
| Syrianska     | 3 - 1     | Ängelholms FF | Södertälje, 30 ottobre 2011 |
|               |           |               |                             |

## Classifica marcatori
| Gol | Rigori |  | Giocatore             | Squadra                   |
| --- | ------ |  | --------------------- | ------------------------- |
| 21  |        |  | Mathias Ranégie       | Häcken (18), Malmö FF (3) |
| 16  |        |  | Tobias Hysén          | IFK Göteborg              |
| 15  | 1      |  | Ibrahim Teteh Bangura | AIK                       |
| 14  | 2      |  | Mervan Çelik          | GAIS                      |
| 10  |        |  | Mikael Dahlberg       | Gefle                     |
| 10  | 1      |  | Wanderson do Carmo    | GAIS                      |
| 10  | 3      |  | Lasse Nilsson         | Elfsborg                  |
| 9   |        |  | Marcus Ekenberg       | Mjällby                   |
| 9   | 1      |  | Kristian Haynes       | Trelleborg                |
| 9   | 1      |  | Rasmus Jönsson        | Helsingborg               |

## Statistiche

### Capoliste solitarie
- dalla 2ª giornata alla 4ª giornata:  Malmö FF
- dalla 5ª giornata:  Helsingborg

### Record
- Maggior numero di vittorie:  AIK,  Elfsborg e  Helsingborg (18)
- Minor numero di sconfitte:  Helsingborg (3)
- Migliore attacco:  Helsingborg (55 gol fatti)
- Miglior difesa:  Helsingborg e  AIK (27 gol subiti)
- Miglior differenza reti:  Helsingborg (+28)
- Maggior numero di pareggi:  Gefle (11)
- Minor numero di pareggi:  Elfsborg,  GAIS e  Örebro (3)
- Maggior numero di sconfitte:  Halmstad (22)
- Minor numero di vittorie:  Halmstad (3)
- Peggiore attacco:  Halmstad (24 gol fatti)
- Peggior difesa:  Trelleborg (64 gol subiti)
- Peggior differenza reti:  Halmstad (-34)

### Partite
Primo gol della stagione: (esclusi gli anticipi)
- Imad Khalili ( IFK Norrköping) in  IFK Norrköping -  GAIS (15:15, 3 aprile 2011)

Gol più veloce della stagione:
- Peter Ijeh ( Syrianska) in  Syrianska -  Gefle (4' min, 3 aprile 2011)

Più gol:
- Helsingborg -  Trelleborg 7-3 (10)

## Verdetti finali
- Helsingborg campione di Svezia 2011 e ammesso al secondo turno di qualificazione della UEFA Champions League 2012-2013.
- AIK ammesso al secondo turno di qualificazione della UEFA Europa League 2012-2013.
- Elfsborg e Kalmar ammessi al primo turno di qualificazione della UEFA Europa League 2012-2013.
- Trelleborg e Halmstad retrocessi in Superettan 2012.